# Cracticus
Cracticus is een geslacht van zangvogels uit de familie Artamidae (spitsvogels) en onderfamilie Cracticinae (orgelvogels). Dit zijn de "echte" orgelvogels; zij worden zo genoemd omdat zij een fraai klinkend gezang laten horen dat lijkt op orgeltonen. Een aantal Australische componisten (Henry Tate, Hugh Dixon, David Lumsdaine en Don Harper) heeft zich hierdoor laten inspireren, maar ook Olivier Messiaen toonzette de geluiden van de zwartkeel- en grijsrugorgelvogel in zijn orkestwerken.

## Leefwijze
De soorten uit het geslacht Cracticus zijn kleiner dan de klauwierkraaien, maar het zijn ook zangvogels met het gedrag van roofvogels. Ze jagen achter kleine vogels aan, soms samen met de Australische boomvalk (Falco longipennis). In het (Australisch) Engels heten ze butcherbird omdat ze hun prooi zorgvuldig slachten, waarbij gebruikmaken van een geschikte vork in een tak of onderdeel van een metalen hekwerk.

## Soorten
De volgende soorten zijn bij het geslacht ingedeeld:
- Cracticus argenteus – Zilverrugorgelvogel
- Cracticus cassicus – Papoea-orgelvogel
- Cracticus louisiadensis – Tagula-orgelvogel
- Cracticus mentalis – Zwartrugorgelvogel
- Cracticus nigrogularis – Zwartkeelorgelvogel
- Cracticus torquatus – Grijsrugorgelvogel